# Бхутія (народ)
Бхутія — народ тибетського походження, що переселилися до Сіккіму та інших частин Індії та Бутану приблизно в 15 столітті. Часто народ називають за географічними районами, де він поширений, наприклад, в Північному Сіккімі, де народ складає більшість, він відомий як «Лаченпа» або «Лачунгпа», посилаючись на назви поселень Лачен і Лачунг, в Бутані бхутія відомі як «дензонгпа» — через назву Дензонг, тибетську назву Сіккіма. Мовою народу є сіккімська, також відома як «бхутія». Інколи назва «бхутія» асоціюється з більшою групою, до якої входить цей народ — бхотія.